# Brahim Ghariani
Brahim Ghariani – tunezyjski zapaśnik walczący w stylu wolnym. Srebrny medalista mistrzostw Afryki w 1971 roku.